# Вулиця Шолом-Алейхема (Київ)
Ву́лиця Шоло́м-Але́йхема — вулиця в Деснянському районі міста Києва, житловий масив Лісовий. Пролягає від Миропільської вулиці до вулиці Кубанської України.
Прилучаються Братиславська вулиця, площа Конотопської битви та вулиця Мілютенка.

## Історія
Вулиця виникла в середині 1960-х років під назвою Нова. З 1966 року отримала сучасну назву на честь єврейського письменника Шолом-Алейхема, життя якого було тісно пов'язане з Україною.
На багатьох вказівниках назва вказана без дефісу.

## Установи
- Київська загальноосвітня гімназія «Грейс» (буд. № 1-А)
- Комплексна дитячо-юнацька спортивна школа (ДЮСШ) № 14 (буд. № 5-А)
- Центр дитячої та юнацької творчості Деснянського району (буд. № 15-А)
- Середня загальноосвітня школа № 190 (буд. № 16а)

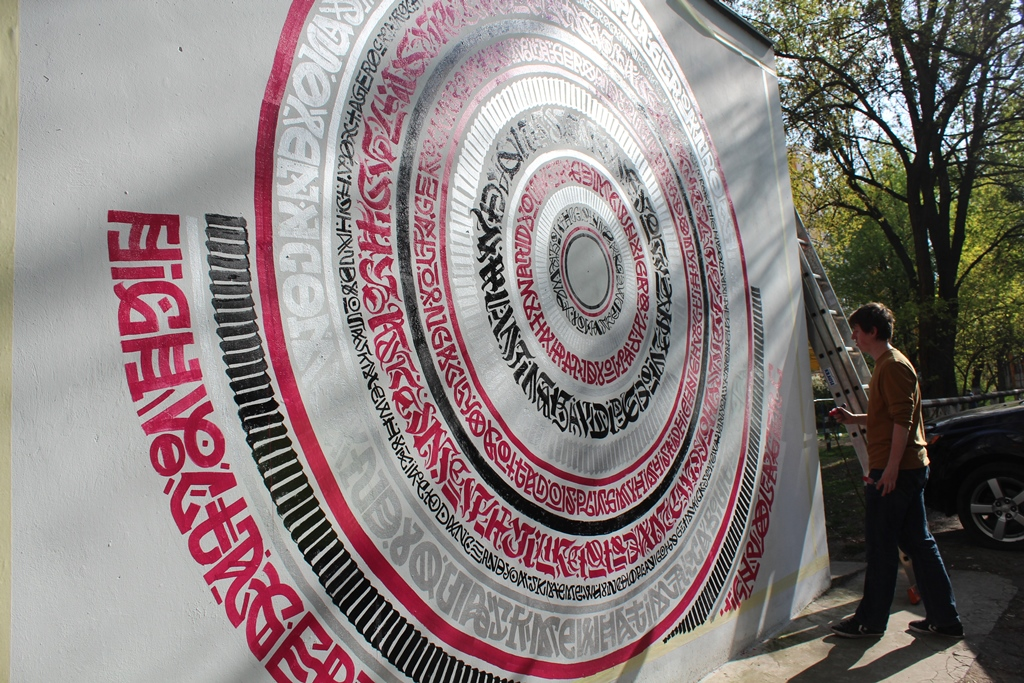
Мурал на буд. № 16

## Меморіальні та анотаційні дошки
| Зображення | Кому присвячено                                     | Адреса                  | Дата встановлення |
|            | Шолом-Алейхему, мармур; архітектор Ісроель Шмульсон | вул. Шолом-Алейхема, 15 |                   |